# وادی شاه (راس‌الخیمه)
وادی شاه یک منطقهٔ مسکونی در امارات متحده عربی است که در رأس‌الخیمه واقع شده‌است. وادی شاه ۷۱۴ متر بالاتر از سطح دریا واقع شده‌است.